# Noëlle Adam
Noëlle Huguette Adam, född 24 december 1933 i La Rochelle, är en fransk skådespelare. Hon var ballerina före hon började med skådespeleri. Hon har varit gift med Sydney Chaplin, som hon har en son tillsammans med, och Serge Reggiani.

## Filmografi (urval)
- 1957 - Comme un cheveu sur la soupe
- 1960 - Sergent X
- 1968 - Le Pacha
- 1970 - Das Lied der Balalaika
- 1970 - La Peau de torpedo
- 1999 - Plus fort que tout